# Tampon d'électrophorèse
Un tampon d'électrophorèse ou tampon de migration est un tampon conducteur (électrolytes) mis dans les cuves d'électrophorèse pour améliorer les conditions de migration des molécules à séparer sous l'action d'un champ électrique.

## Propriétés
Les tampons d'électrophorèse sont principalement utilisés dans l'électrophorèse sur gel pour séparer les macromolécules tels que les biopolymères acides nucléiques et protéines. Le gel est placé dans le tampon pour l'électrophorèse sur gel horizontal ou au moins aux deux extrémités du gel pour l'électrophorèse sur gel vertical. Le tampon d'électrophorèse contient des ions dissociés en solution aqueuse. Ils augmentent la conductivité électrique de la solution. La force ionique du tampon d'électrophorèse détermine la mobilité ionique, la vitesse de migration et les conditions de chauffage du gel.

## Protéines
Les paires d'ions tampons typiques utilisées dans la purification des protéines par électrophorèse sont listés dans le tableau suivant. 
| Tampon                                  | pH        | Composition                                                  |
| --------------------------------------- | --------- | ------------------------------------------------------------ |
| Tris-glycine (TGS ou tampon de Laemmli) | 8,3 - 8,8 | Tris (25 mM), glycine (192 mM) et SDS (0,1% m/v).            |
| Tris-tricine,                           | 8,24      | TRIS (50 mM), tricine (50 mM), EDTA (1 mM) et SDS (0,1% m/v) |
| Tris-MOPS                               | 7,7       | TRIS (50 mM), MOPS (50 mM), EDTA (1 mM) et SDS (0,1% m/v)    |
| Tris-MES                                | 7,3       | TRIS (50 mM), MES (50 mM), EDTA (1 mM) et SDS (0,1% m/v)     |

Ces tampons sont utilisés pour réaliser par exemple l'électrophorèse sur gel de polyacrylamide en présence de dodécylsulfate de sodium (SDS-PAGE).

## Acides nucléiques
Lors de la séparation des acides nucléiques, les tampons listés dans le tableau suivant peuvent être utilisés.
| Tampon | pH  | Composition                                                |
| ------ | --- | ---------------------------------------------------------- |
| TAE    | 8,0 | Tris, acide acétique et EDTA (1 mM)                        |
| TBE    | 8,0 | Tris, acide borique et EDTA (1 mM)                         |
| TPE    |     | Tris (89 mM), acide phosphorique (1,3% m/v) et EDTA (2 mM) |
| SB     | 8,0 | Hydroxyde de sodium et acide borique                       |
| LB     |     | Hydroxyde de lithium et acide borique                      |

Ces tampons sont utilisés pour réaliser par exemple l'électrophorèse sur gel d'agarose et l'électrophorèse capillaire.